# عبدالله عبدالباری
عبدالله عبدالباری (انگلیسی: Abdullah Abdul Bari; ۲۵ آوریل ۱۹۲۴. – ۱ آوریل ۱۹۹۶) یک روزنامه‌نگار مصری بود که به عنوان رئیس سابق هیئت‌مدیره بنیاد الاهرام خدمت کرد.

## تولد و کودکی
عبدالله عبدالباری در ۲۵ آوریل ۱۹۲۴ در روستای «الاقده» مرکز استان منیا از توابع استان شرقی به دنیا آمد. وی بزرگ‌ترین پسر خانواده بود و در چهار سالگی به حفظ قرآن پرداخت. زمانی که شش ساله بود در مدرسه اجباری ثبت نام کرد.
در جوانی به همراه عمویش از روستایشان به قاهره نقل مکان کرد تا تحصیلات خود را در مدارس قاهره تکمیل کند. عبدالله شروع به تحصیل در مدرسه‌ای در کنار ناحیه باب‌اللوق و بعد از آن از مدرسه ای به مدرسه دیگر رفت. او همراه با عمویش به استان‌های سوهاج و اسکندریه و سپس به عریش و زقازیق سفر کرد. در دوره اول متوسطه، پدرش فوت کرد و عمویش، البکباشی عبدالوهاب عبدالباری در جریان جنگ جهانی دوم به کشته شد. عبدالله پس از تشییع جنازه عمویش در روستای خود به استان شرقی بازگشت و نزد برادرانش به ادامه تحصیل پرداخت.

## زندگی آکادمیک
پس از اتمام دوره متوسطه به دانشکده علوم و پزشکی راه یافت، اما چون علاقه‌ای به این رشته تحصیلی نداشت، تحصیل خود را در رشته علوم و پزشکی متوقف کرد و تصمیم گرفت در دانشکده هنر به تحصیل بپردازد.
او عضوی از تیم بازیگری و عضوی از تیم تئاتر ویلیام شکسپیر در دانشگاه و همچنین عضو انجمن گرامافون به ریاست لویس عوض بود. او به عنوان رئیس انجمن ادبیات انگلیسی در دانشگاه قاهره و همچنین عضو اتحادیه دانشجویی بود.
عبدالله عبدالباری در سال ۱۹۴۷ از گروه زبان انگلیسی دانشگاه قاهره فارغ‌التحصیل شد. زبان عربی را با حفظ قرآن کریم دوست داشت. وی تحصیلات خود را در رشته زبان در دانشگاه قاهره ادامه داد و از آن زمان نوابغ زبان عربی مانند شوقی ضیف، سهیر القلماوی و عبداللطیف حمزه رهبری دانشگاه قاهره را بر عهده داشتند. عبدالله همچنین فرانسه، ایتالیایی و مقداری اسپانیایی را در دانشگاه آموخت.

### زندگی حرفه‌ای
عبدالله به‌عنوان مترجم برای روزنامه‌های صوت‌الامه و البلاغ کار می‌کرد و از آنجایی که دوستی نزدیک با متخصصان و مجریان ارشد رسانه‌ها داشت، به فکر کار به عنوان گوینده برای رادیو مصر افتاد.
پس از فارغ‌التحصیلی از زبان عربی، به دلیل اعتباری که داشت به عنوان سردبیر بخش خبر رادیو مصر انتخاب شد، اما عبدالله از این شغل سرباز زد. عبدالله و چند تن از دوستانش به شرکت هواپیمایی مصر پیوستند اما پس از مدتی به دلیل مشکلاتی که در کار داشت استعفا داد. او تصمیم گرفت در روزنامه المصری به عنوان سردبیر تبلیغات کار کند.
عبدالله عبدالباری کار روزنامه‌نگاری خود را به عنوان سردبیر امور پرواز در روزنامه المصری آغاز کرد و اولین مصاحبه مطبوعاتی او با صدراعظم اتریش در وین بود و در شرکت تبلیغاتی ارتقا یافت تا اینکه رئیس کل بخش عربی شد. متخصص در آگهی‌های روزنامه المصری. پس از سه سال، او مدیر ایجاد و نماینده مجاز شرکت شد.

### دستگیری
در مارس ۱۹۵۴ روزنامه المصری توقیف شد و شرکت تبلیغات مصر تعطیل گردید. عبدالله به روزنامه اخبار الیوم پیوست و در ۱۹۶۲ به اتهام همکاری با روزنامه المصری دستگیر شد. او یک سال را در زندان گذراند.

### پیوستن به الاهرام
پس از آزادی از زندان کار در روزنامه اخبار الیوم را رها کرد و در سال ۱۹۶۵ به روزنامه الاهرام پیوست و در سال ۱۹۶۸ به عضویت هیئت مدیره الاهرام انتخاب شد. در سال ۱۹۷۶ مدیرکل بنیاد الاهرام شد و بعداً به عنوان رئیس هیئت مدیره الاهرام انتخاب شد. وی علاوه بر ریاست هیئت مدیره الاهرام، سمت ریاست هیئت مدیره انتشارات مایو را نیز بر عهده گرفت.

## افتخارات و جوایز
- مدال جمهوری مصر
- نشان شایستگی ملی